# 田川明広
田川 明広（たがわ あきひろ、1974年 - ）は、原子力研究者。日本原子力研究開発機構研究者。
大阪府岸和田市出身。岸和田市立久米田中学校卒業。大阪府立岸和田高等学校卒業。大阪大学大学院工学研究科修士課程修了。神戸大学大学院博士課程修了。博士（学術）。O型。
研究者としてだけでなく、社会活動としてエネルギー問題に関心を寄せる。YGN（原子力青年ネットワーク連絡会）代表時代に、エネルギーへの関心を持たせるゲーミングシミュレーション「G・E・N-6（ゲンロック）」を開発した。